# Hockeyschläger

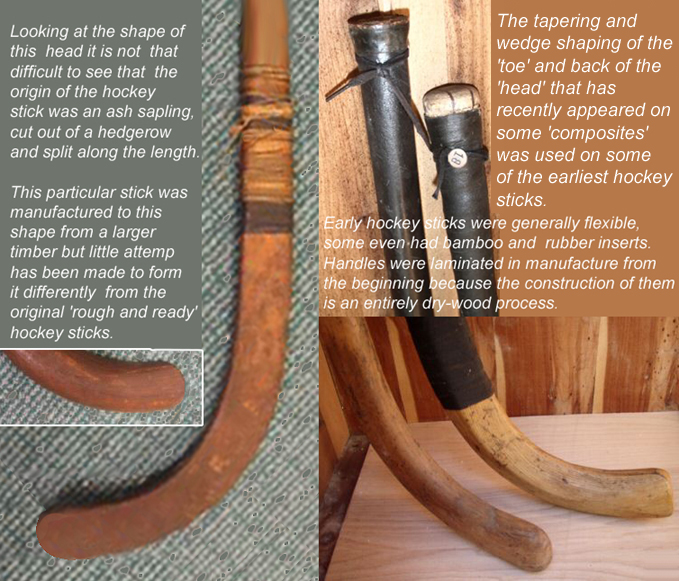
Alte Hockeyschläger englischer Herstellung

Ein Hockeyschläger oder Hockeystock ist das wesentliche Spielgerät der Hockeysportarten wie Hockey (Feld, Halle), Eishockey, Rollhockey und Inlinehockey.
In allen diesen Sportarten wird der Hockeyschläger mit den Händen (meist beiden) gefasst und dient zum Spielen des Balles bzw. Pucks. Im Prinzip besteht er in allen Sportarten aus einem langen Griff und einem gekrümmten oder abgewinkelten Element am unteren Ende. Mit dieser Keule oder Kelle wird meistens der eigentliche Ballkontakt herstellt. Im Detail unterscheidet sich der Schlägerbau jedoch erheblich.

## Hockey

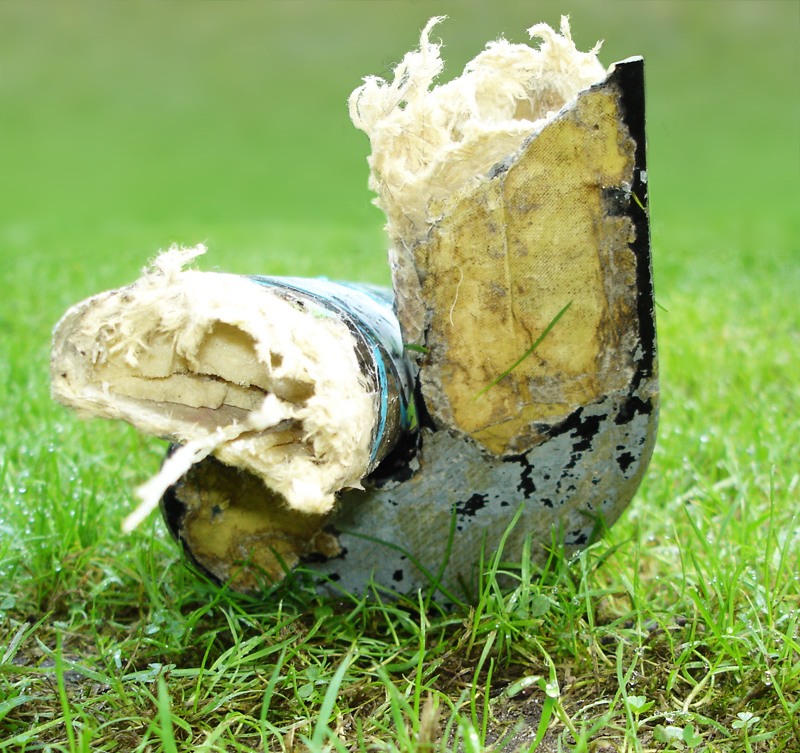
Durchgebrochener Hockeyschläger der neueren Generation

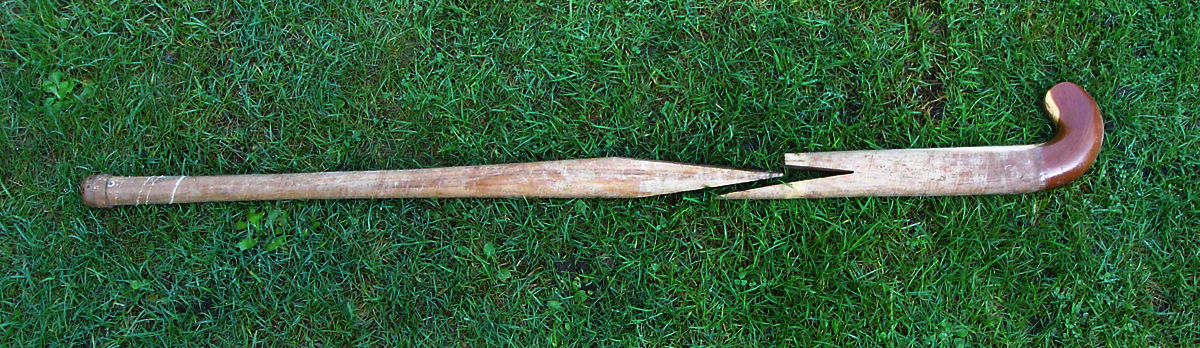
Ein alter Holzhockeyschläger ohne Ummantelung

Hockey im modernen Sinne gibt es seit etwa 1886, zuerst in England. Ursprünglich gab es 6 Regeln in Bezug auf den Hockeyschläger.
- Der Schläger muss auf der Spielseite flach sein
- Der Schläger muss durch einen im Innendurchmesser 2 Zoll großen (ca. 5,1 cm) Ring passen
- Der Schläger muss glatt sein und darf keine scharfen Kanten haben
- Die Keule muss gekrümmt sein
- Die Keule muss aus Holz sein
- Ein minimales und maximales Gewicht wurde festgelegt, dieses beträgt 12 bis 28 oz (ca. 340 bis 794 Gramm)

### Allgemeines
Beim Hockey wurden die Schläger lange nur aus Holz gefertigt, inzwischen stellt man sie auch aus mit Kohlenstoff- oder Aramidfasern verstärkten Faserverbundkunststoffen her. Vorteil der Verbundschläger ist eine größere Haltbarkeit, Formbarkeit (insbesondere in Bezug auf den Vorspann) und Steifigkeit.
In den 1980er Jahren wurden Versuche mit Schlägern unternommen, die eine (auswechselbare) Keule aus Aluminium enthielten. Diese wurden jedoch verboten, da die Aluminiumkeule sehr hohe Beschleunigung mit schlechter Ballkontrolle verband und damit die Verletzungsgefahr zu stark erhöhte.
Die Länge des Stockes wird in Zoll gemessen. Die Standardgröße für Erwachsene ist 36,5; gemäß der Faustregel, dass er bis zum Bauchnabel gehen sollte, gibt es allerdings auch kürzere Stöcke für Kinder und auch Überlängen für große Spieler. Der Schläger weist am Übergang zur Keule eine Beugung (Krümmung der Innenseite) auf. Diese wird Spann genannt und darf seit August 2006 nicht mehr als 2,5 cm betragen. Die Keule selbst hat eine flache und eine abgerundete Seite, wobei nur mit der flachen gespielt werden darf.

### Feldhockey

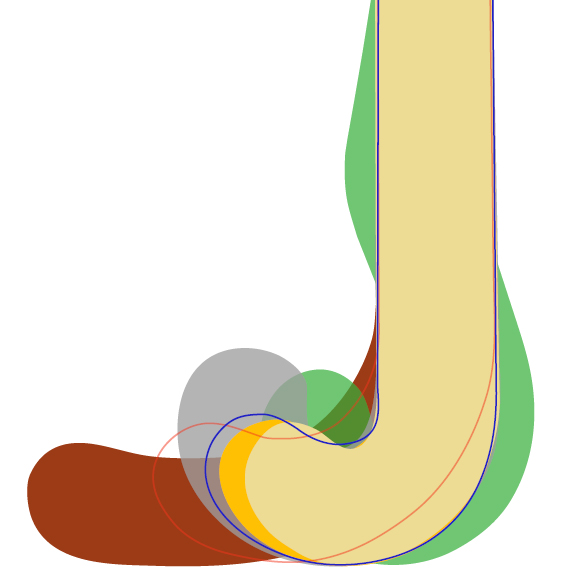
Entwicklung der Keule im Vergleich (in grün die Keule eines Keeperstocks
bzw. Torwartschlägers)

Die abgerundete Seite ist beim Feldhockey mit einer massiven Wölbung verstärkt, um durch den resultierenden Hebel harte Schläge zu ermöglichen und die Keule widerstandsfähiger zu machen. Während die Keule ursprünglich eher dünn und lang gebogen war, hat sich durch das Spiel auf Kunstrasen eine deutlich kürzere und etwas breitere Keule durchgesetzt. Dies erleichtert die Ballbehandlung, insbesondere das Stoppen mit der Rückhand.
Mittlerweile gibt es eine Vielzahl verschiedener Ausführungen der Keule, die auf die jeweilige Verwendung durch Stürmer, Mittelfeldspieler, Verteidiger und Torwart angepasst sind. Hier sind insbesondere der J Hook, der Shorti, der Midi und der Maxi zu nennen.
Der Durchmesser des Schlägers ist reglementiert, um extrem dicken Keulen vorzubeugen; der Schläger muss durch einen Ring mit 5,1 cm Innendurchmesser passen.
Sonderheiten:
- Aufgrund des erhöhten Abriebs der Keule auf sandverfüllten Kunstrasenplätzen war es üblich, die Keule mit Tape zu umwickeln und diesen mit Kunstharzklebern auszuhärten. Allerdings wurde der Schläger dadurch gelegentlich dicker als zulässig.
- Zur Zeit der ausschließlichen Verwendung von Holzschlägern haben Verteidiger in Einzelfällen Metall in die Holzkeule appliziert, um das Gewicht des Schlägerkopfes zu erhöhen.

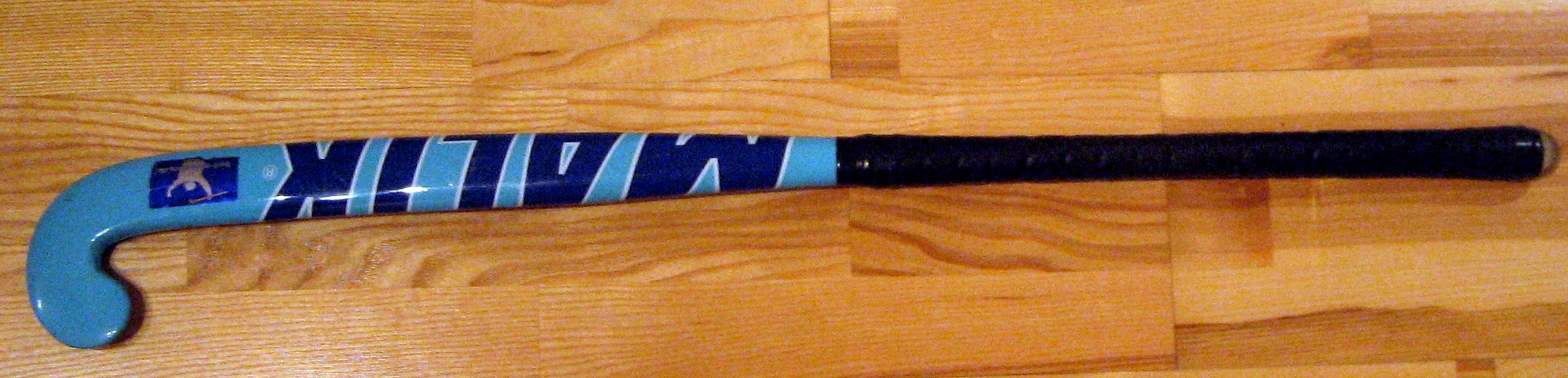
Hallenhockeyschläger

### Hallenhockey

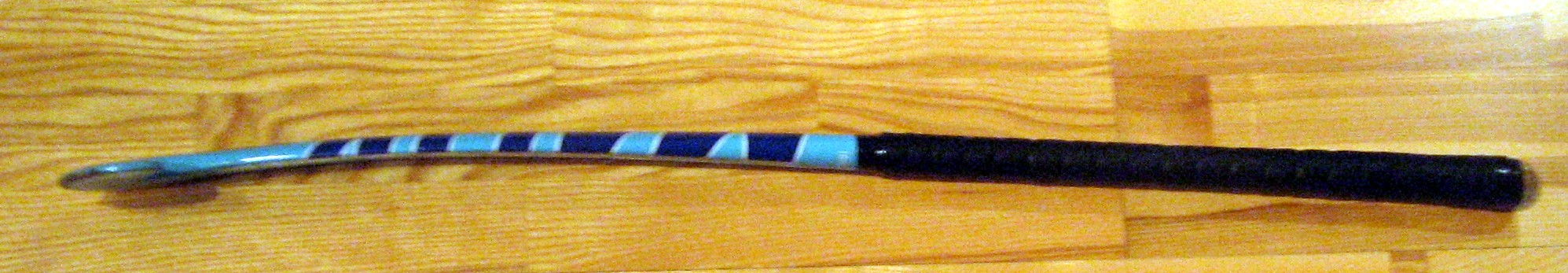
Hallenhockeyschläger

Der Schläger beim Hallenhockey verfügt über eine weniger verdickte Keulenrückseite, da Schlagen in der Halle nicht erlaubt ist. Die dünnere Keule ist dafür besser zum Schlenzen geeignet, da diese beim Schlenzen teilweise unter den Ball gebracht werden muss.
Grundsätzlich sind Hallenhockeyschläger deutlich leichter als Feldschläger, da es beim Hallenhockey mehr auf präzise Ballbehandlung (zum Beispiel Dribblings) als auf Durchschlagskraft ankommt.

## Eishockey, Inline-Skaterhockey und Inlinehockey, Einradhockey
- Hauptartikel: Eishockeyschläger

Eishockeyschläger für Feldspieler und Torwart, Beispiellängen in cm

Beim Eishockey ist der Schläger wesentlich länger und eckiger. Die Kelle ist entweder zur rechten oder zur linken Seite gebogen, nur Anfängerschläger sind gerade. Entgegen der allgemeinen Annahme ist die Wahl der Krümmung des Schlägers nicht eindeutig mit der Händigkeit korreliert. Stichproben bei Sportlern zeigen nahezu eine Gleichverteilung beim blinden Griff zu dem Sportgerät. Dabei unterscheidet sich die Statistik der Rechts- und Linkshänder. Linkshänder greifen nahezu ausnahmslos mit der linken Hand zum oberen Ende des Schlägers.
Der Schaft ist meist aus Holz, aber auch aus anderen Materialien wie beispielsweise Verbundwerkstoffen. Aluminium-Schläger dürfen heutzutage nicht mehr verkauft werden, weil sie – falls sie brechen sollten – ein zu hohes Verletzungsrisiko darstellen. Es dürfen lediglich noch die „Restbestände“ aufgespielt werden. Heute sind die Schläger häufig aus  kohlenstofffaserverstärktem Kunststoff (CFK, auch Composite Carbon genannt), Holz oder Composite-Mischung. Bei den Hockeyschlägern entscheidet man zwischen Schäften, Kellen und Schlägern.
Die Kelle ist bei höherwertigen Schlägern meist aus laminierten Verbundstoffen wie GfK oder CFK.
Inline-Skaterhockey und Inlinehockey sind dem Eishockey ähnlich und die Schläger unterscheiden sich nicht. Dennoch sind nicht alle für einen Einsatz auf rauerem Boden geeignet, da sich beispielsweise Holzkellen schnell abschleifen; dafür gibt es Schläger mit widerstandsfähiger Kunststoffeinlage in der Kelle.
Die Schlägerlänge richtet sich nach der Spielergröße, der Schaft wird dementsprechend gekürzt. Dies hat auch Auswirkungen auf die Federkraft des Schlägers, die bei Schüssen eine große Rolle spielt – daher ist auf hochwertigen Schlägern die jeweilige Federungshärte bei den verschiedenen Längen angegeben. Für Kinder gibt es spezielle Kinderschläger, die einen dünneren und elastischeren Schaft haben.
Einradhockey wird ebenfalls mit Eishockeyschlägern gespielt, jedoch nicht mit einem Puck, sondern mit einem Ball.

## Floorball, Unihockey
- Hauptartikel: Unihockey-Stock

Der Unihockeyschläger ist zweiteilig (Schaufel, Schaft) und besteht aus Kunststoff, wobei höherwertige Unihockeyschläger einen konischen Schaft aus CFK (mit einer Matrix aus Epoxidharz oder Polyesterharz, meist auch mit Titan oder Bor verstärkt) haben. Außerdem haben die teureren Schäfte einen feinen Kohlenstoffbelag. Die dort angeschraubte Schaufel ist ein Verschleißteil, das aus Thermoplasten im Spritzgussverfahren hergestellt wird. Eine Abschlusskappe sowie ein Griffband vervollständigen den Unihockey-Schläger. Ein solcher Schläger darf laut International Floorball Federation (IFF) nicht länger als 105 cm und nicht schwerer als 380 Gramm sein und ist damit kürzer als ein Eishockeyschläger.

## Rollhockey

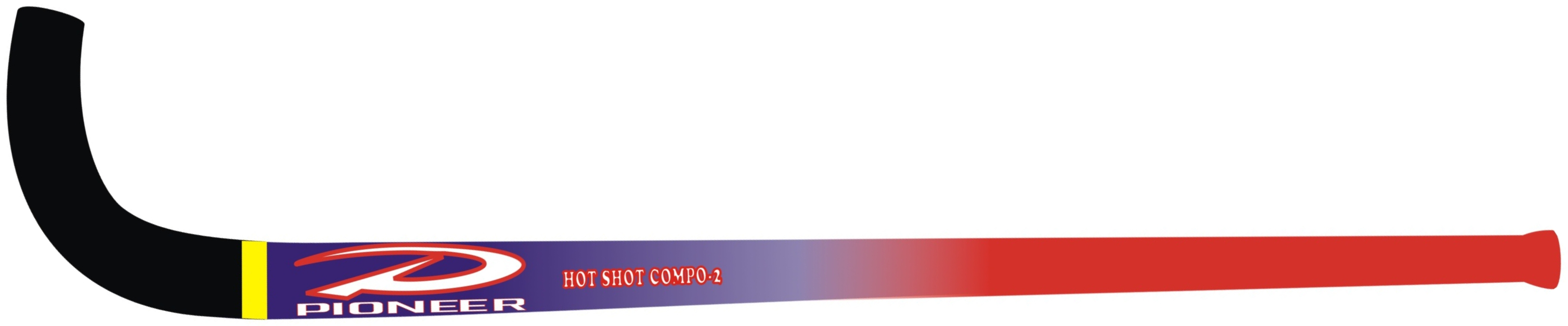
Rollhockeyschläger

Beim Rollhockey dürfen beide Seiten des Schlägers benutzt werden, das Material ist beliebig, die Länge liegt zwischen 90 cm und 115 cm.